# Johanna Ahlm
Johanna Ahlm (n. 3 octombrie 1987, Göteborg, Suedia)  este o jucătoare de handbal profesionistă din Suedia, care evoluează în campionatul danez și joacă pentru echipa națională de handbal feminin a Suediei. Alături de aceasta, Ahlm a participat la Jocurile Olimpice de vară din 2008, de la Beijing, unde Suedia s-a clasat pe locul 8. Ahlm s-a clasat printre primele zece marcatoare ale competiției.
În sezonul 2009/2010, Ahlm a semnat pentru Aalborg DH, dar în toamna lui 2009 a fost împrumutată la campioana Danemarcei, Viborg HK. În aprilie 2010, Ahlm declara:
„Mă simt foarte bine la Viborg și nu-mi imaginez că aș putea juca în altă parte”
În octombrie 2010, după ce a devenit liberă de contract, ea a semnat cu Viborg până în vara anului 2013. Împreună cu Viborg HK, Johanna Ahlm a câștigat, în 2010, Liga Campionilor EHF Feminin.

## Rezultate
- Liga Campionilor

Câștigătoare: 2010
- Campionatul danez

Aur: 2010
- Campionatul suedez

Câștigătoare: 2006, 2007, 2008